# Johann Ludwig Khevenhüller
Johann Ludwig Joseph von Khevenhüller-Frankenburg (1707-1753) (*  Viena, 4 de Setembro de 1707 † Viena, 17 de Fevereiro de 1753), foi nobre e general austríaco. Era casado com a condessa Maria Josepha Stahremberg (* 14 de Dezembro de 1710 † 9 de Outubro de 1793).